# 常茂
常茂，常遇春之子，明朝政治人物。

## 生平
洪武二年（1369年），父親常遇春逝世。常茂因其荫父功，於翌年（1370年）十一月大封功臣時，得位第三，封鄭國公爵位，祿三千石，爵位世襲。洪武二十年（1387年），朱元璋命常茂跟从大将军馮勝征讨納哈出。因为馮勝与常茂为翁婿关系，在军营常茂多不受约束。当时納哈出投降，在酒宴时，因得知納哈出欲逃跑，常茂上前捉捕，砍伤納哈出，导致納哈出部溃散。馮勝因此上奏常茂激變，两人在南京城互相推委。朱元璋收馮勝兵权，并安置常茂到龙州。四年后於洪武二十四年（1391年）去世。